# Mercedes-AMG Baureihe 190
Der Mercedes-AMG GT ist ein Gran-Turismo. Der Sportwagen von Mercedes-AMG wurde als Coupé (interne Bezeichnung C 190) am 9. September 2014 erstmals vorgestellt und kam im Frühjahr 2015 in zwei Leistungsstufen auf den Markt. Die Publikumspremiere fand im Oktober 2014 auf dem Pariser Autosalon statt. Das Kürzel GT auf dem Heck steht für Gran-Turismo. Am 15. September 2016 präsentierte Mercedes-AMG erstmals den Roadster (interne Bezeichnung R 190). Auch er hatte Publikumspremiere auf dem Pariser Autosalon. Auf dem Genfer Auto-Salon 2018 wurde die viertürige Variante (interne Bezeichnung X 290) vorgestellt, die seit September 2018 verkauft wird.
Der Mercedes-AMG GT ist nach dem SLS AMG das zweite von AMG eigenständig entwickelte Fahrzeug. Jeder Motor wurde nach dem Motto „Ein Mann, ein Motor“ von einem Mitarbeiter im AMG-Werk in Affalterbach von Hand zusammengesetzt und mit einer entsprechenden Plakette mit seiner gravierten Unterschrift dokumentiert. Die Rohkarosse wurde von ThyssenKrupp System Engineering in Weinsberg  gefertigt und zugeliefert. Zusammengebaut wurde das Fahrzeug im Mercedes-Benz-Werk Sindelfingen.
Nach dem Erscheinen des Black-Series-Sondermodells im Jahr 2020 lief die Produktion Ende 2021 aus. Das Nachfolgemodell C 192 wurde am 19. August 2023 vorgestellt und wird nur noch als Coupé gebaut.
In der Formel 1 wurden Versionen des Mercedes-AMG GT S und GT R zwischen 2015 und 2021 als Safety Car eingesetzt. Seit 2022 wird das Sondermodell Black-Series als Safety Car verwendet.

## Vermarktung
Mercedes-AMG stellte den GT am 9. September 2014 bei AMG in Affalterbach vor, die erste Präsentation bei einer Messe fand auf der Mondial de l’automobile de Paris 2014 statt.
Erste Bilder des GT-Roadster zeigte Mercedes-AMG am 15. September 2016, auch er hatte auf der Mondial de l’automobile de Paris seine Öffentlichkeitspremiere.
Die Auslegung des Sportwagens und seine Positionierung am Markt wird als direkte Konkurrenz zum Porsche 911 gewertet.

„Die Revierübertretungen begannen mit Mercedes-Sportwagen wie dem SLR und SLS, sowie mit dem Porsche-Luxusmodell Panamera. Nun legt Daimler nach: Denn der jetzt vorgestellte Mercedes-AMG GT ist eine klare Kampfansage an den Evergreen Porsche 911.“

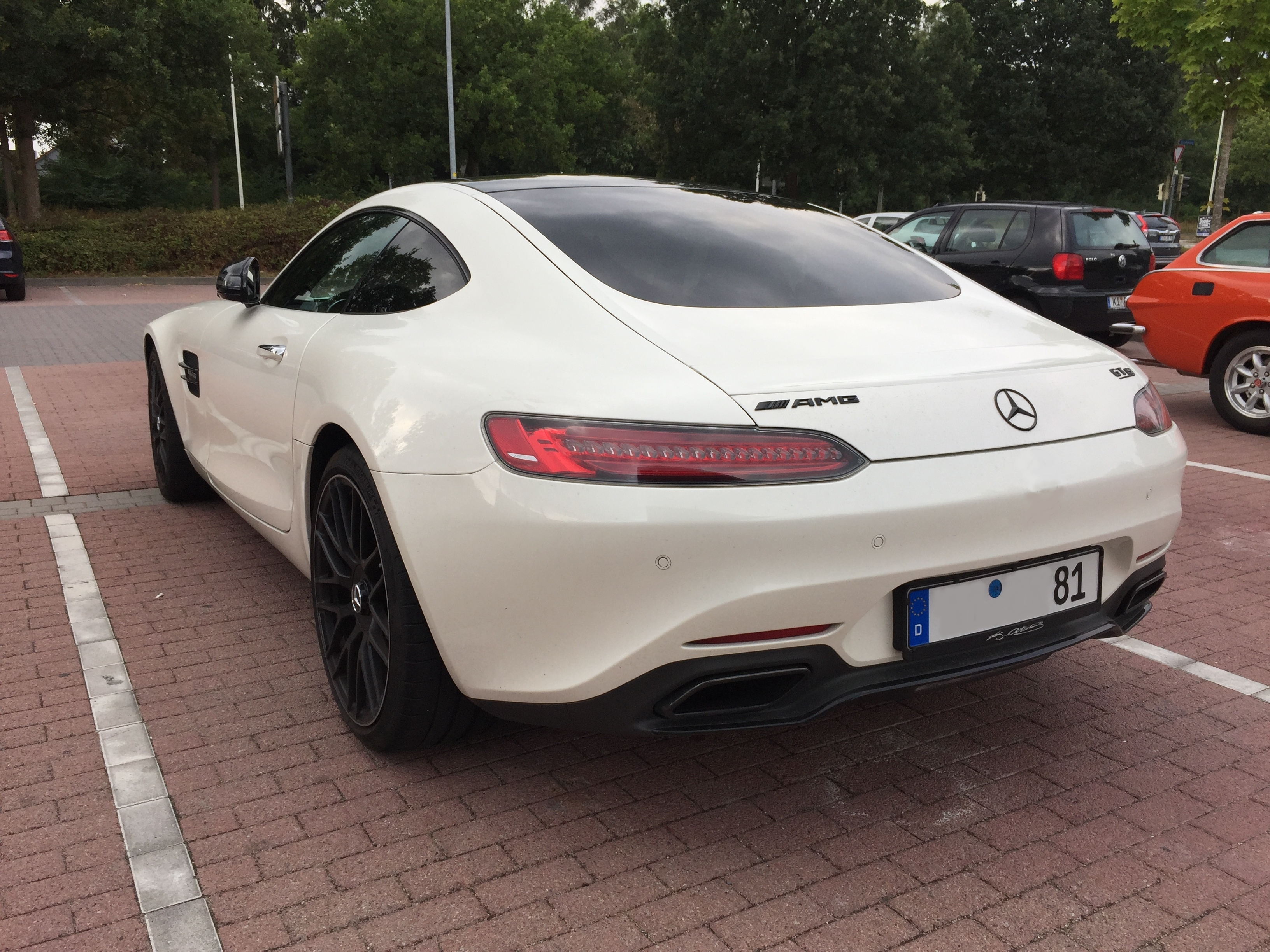
Mercedes-AMG GT S Coupé, Heckansicht
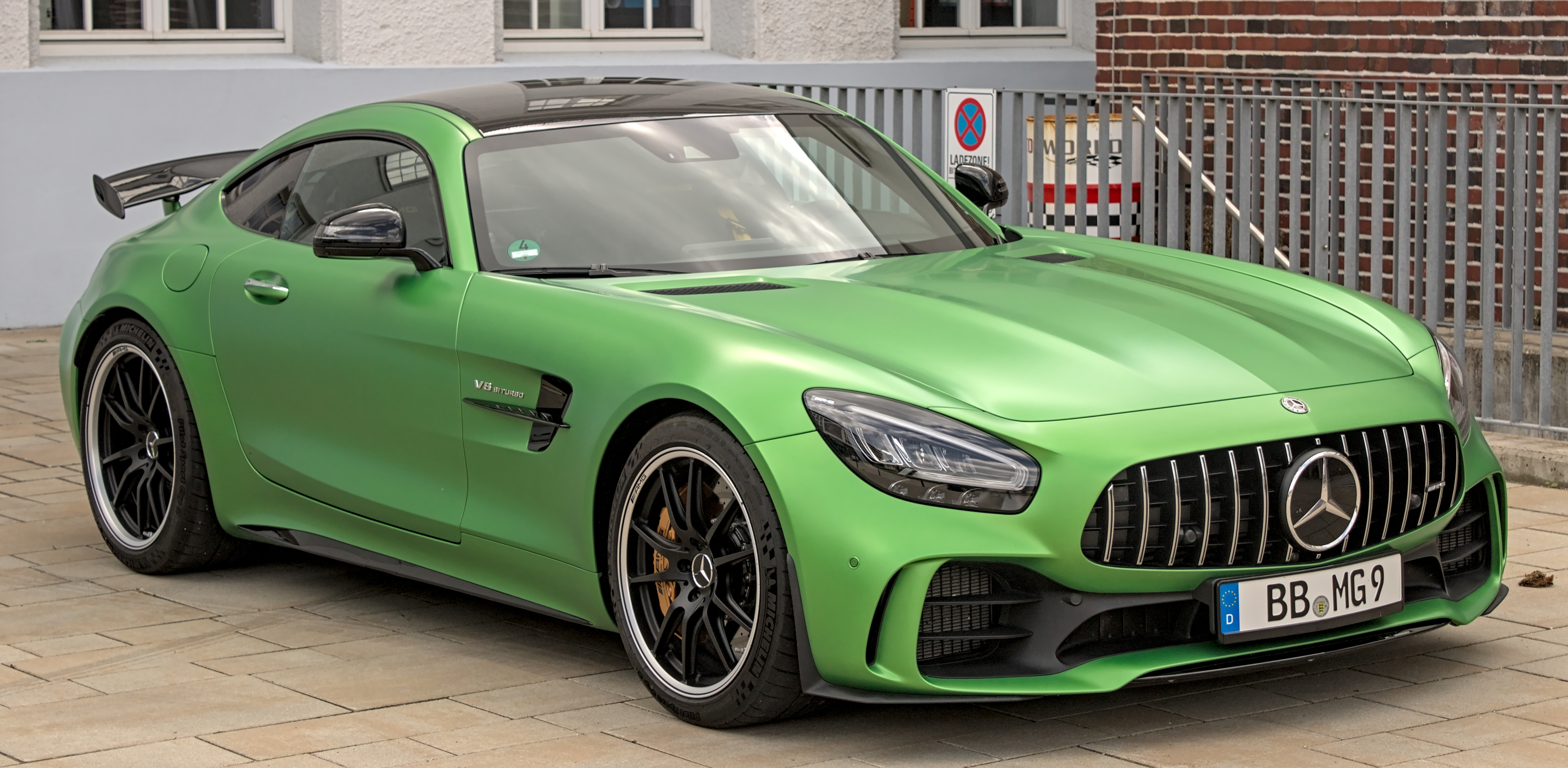
Mercedes-AMG GT R Coupé
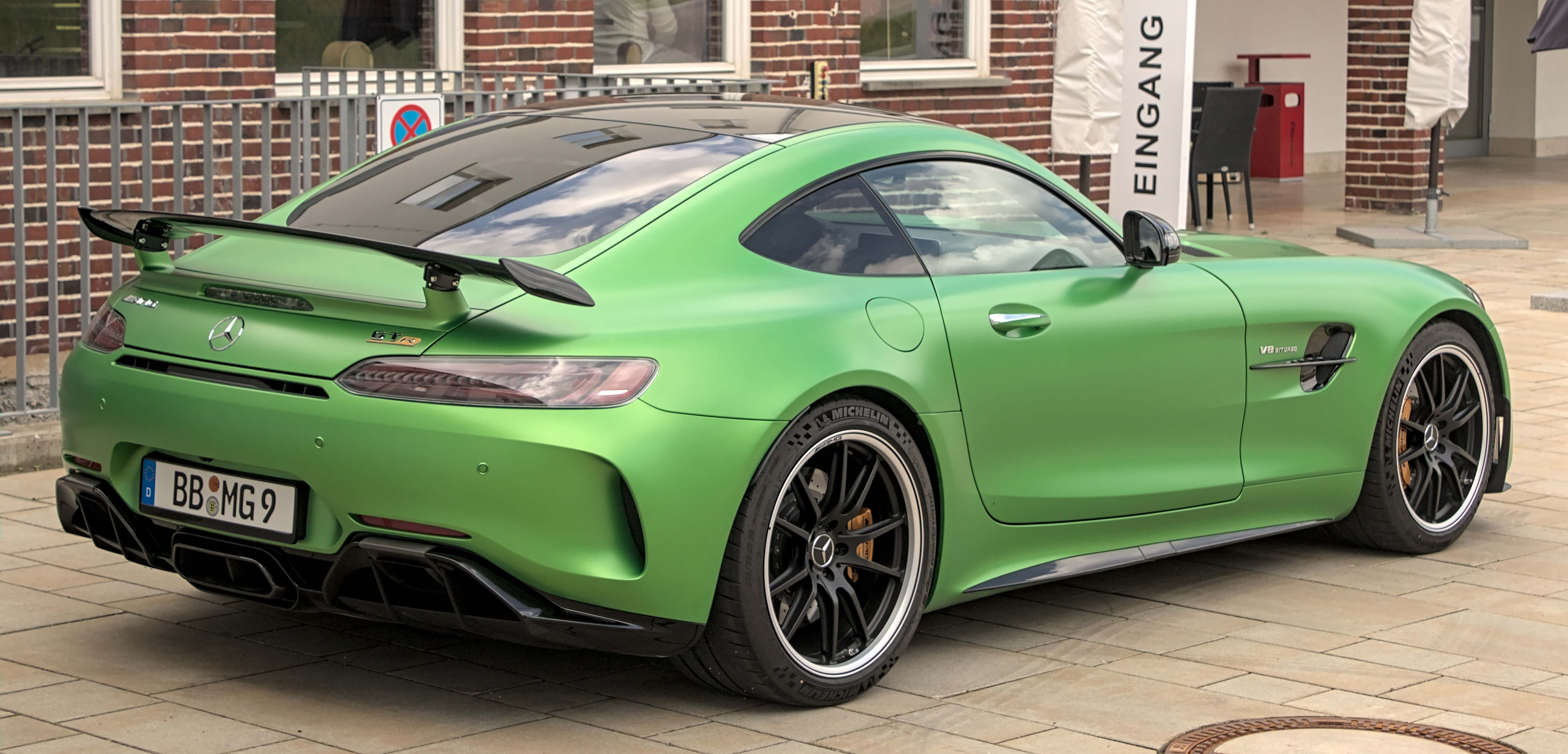
Mercedes-AMG GT R Coupé, Heckansicht
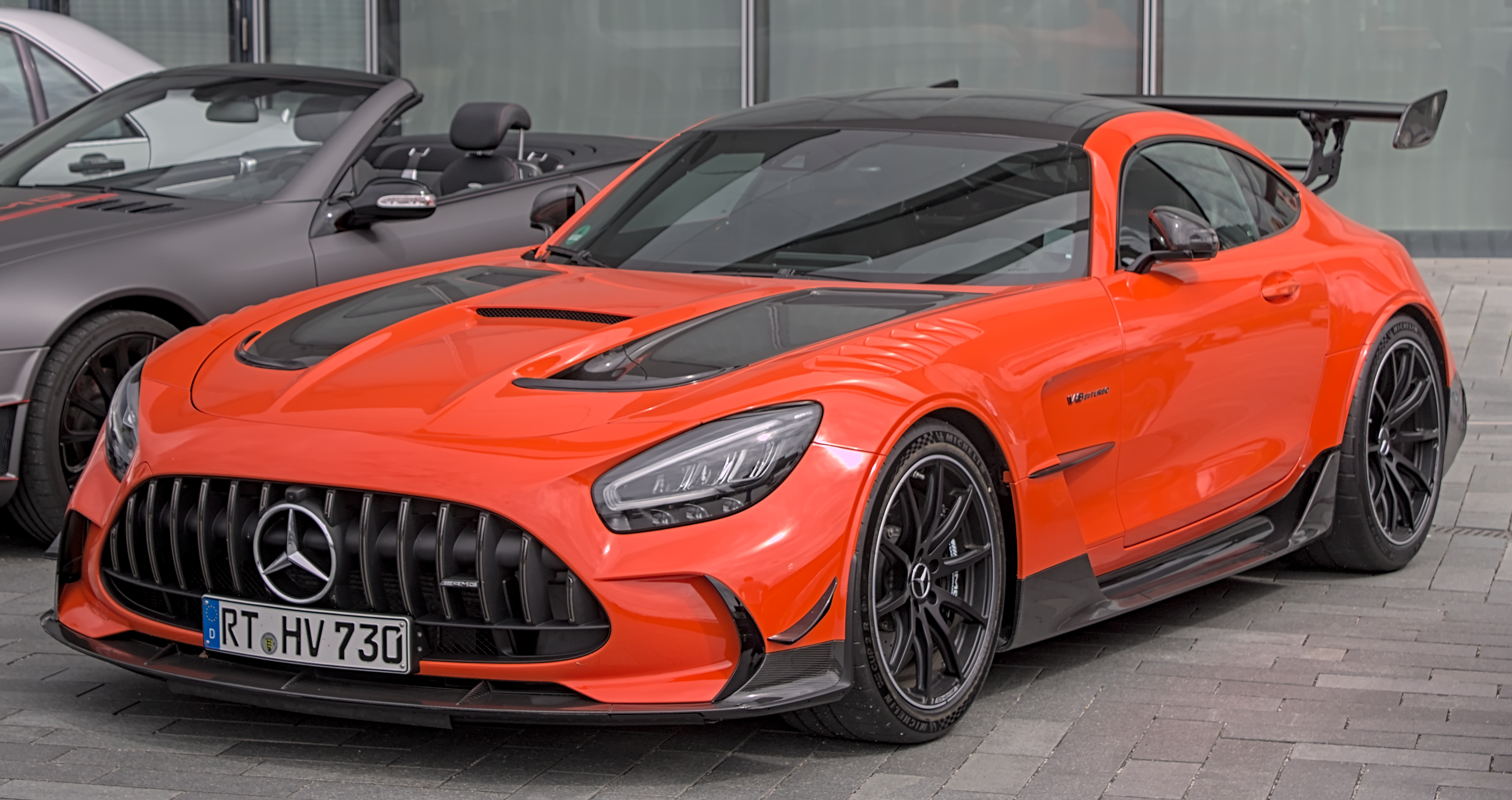
Mercedes-AMG GT Black Series
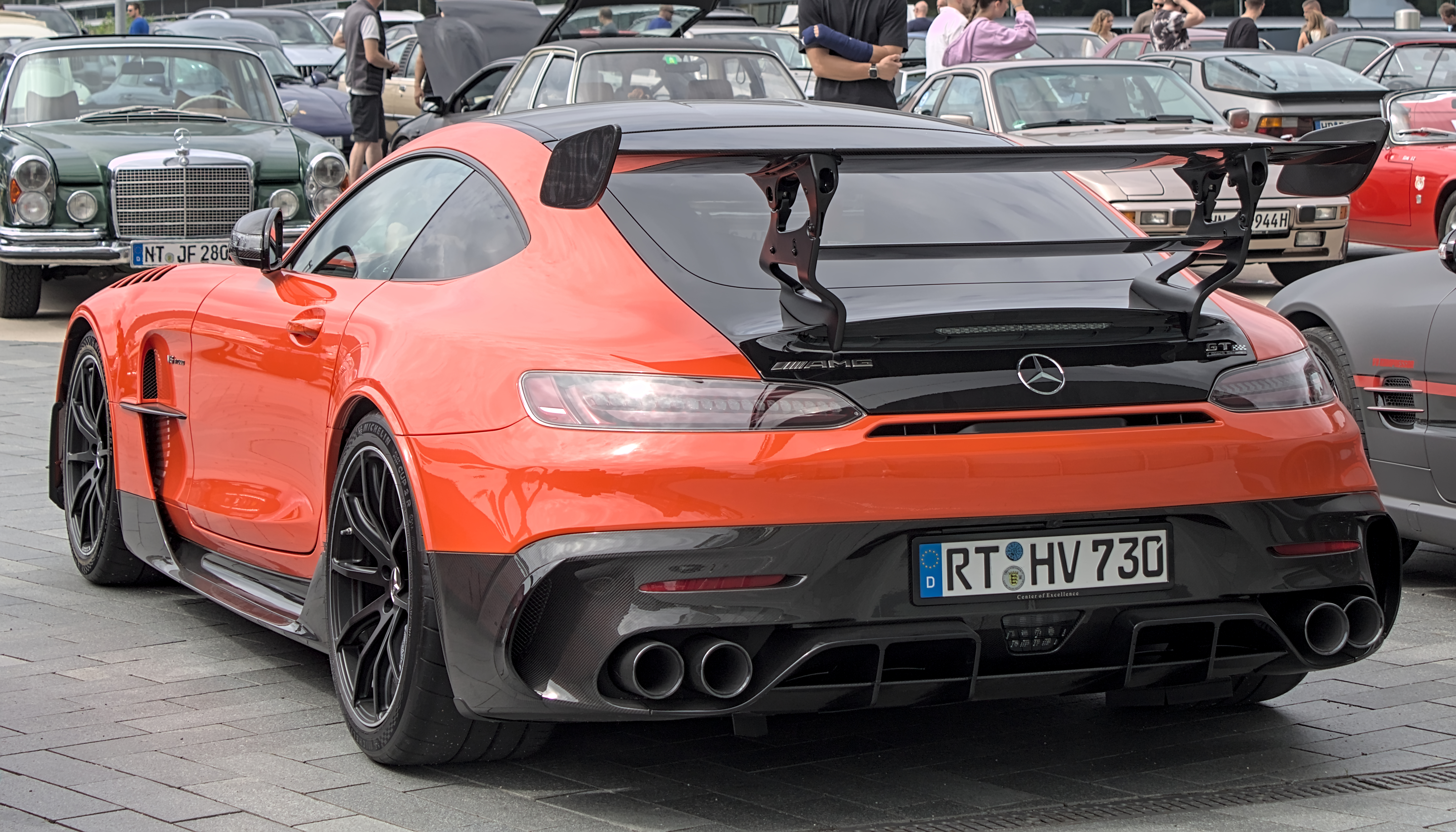
Mercedes-AMG GT Black Series, Heckansicht
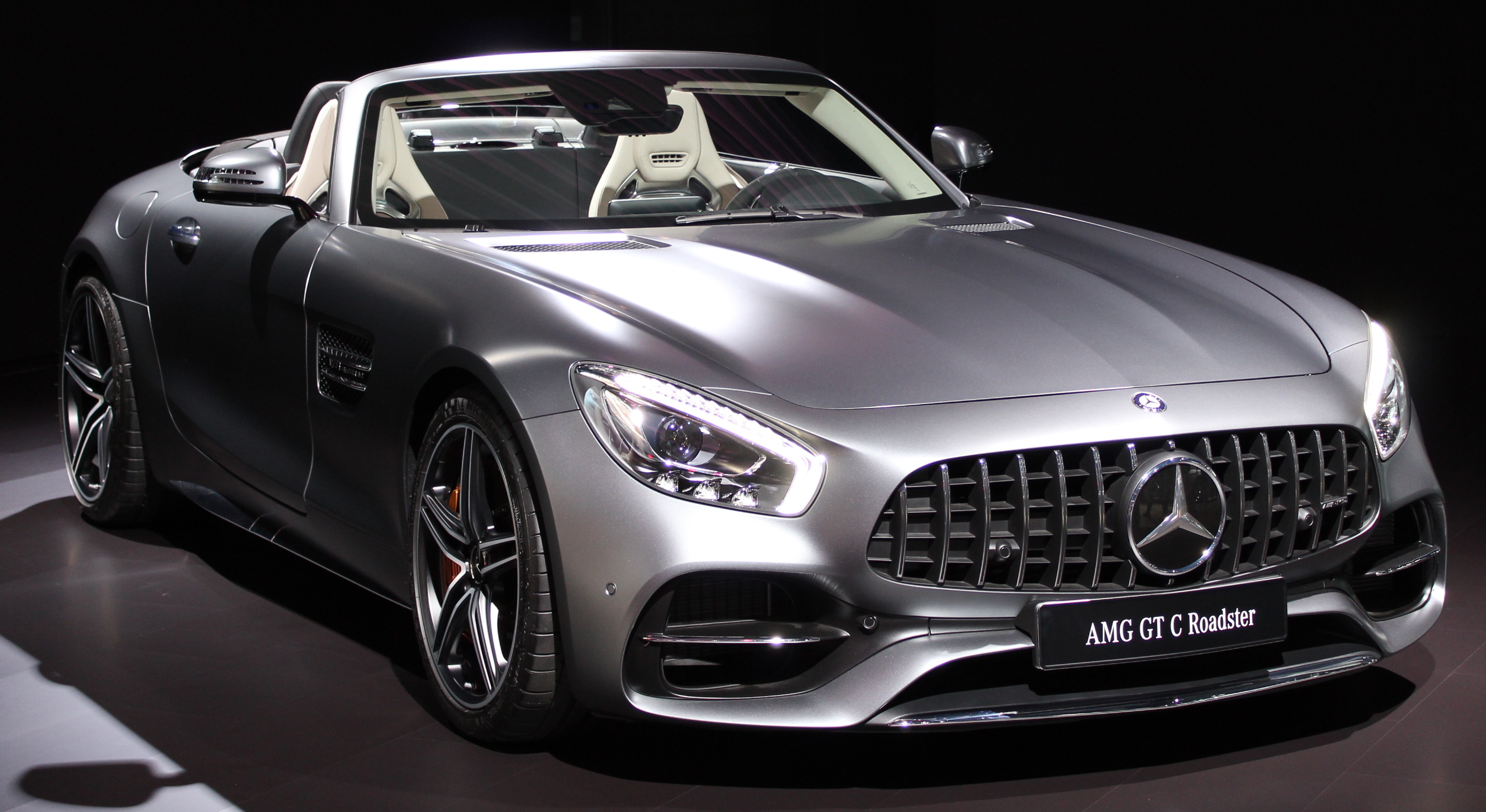
Mercedes-AMG GT C Roadster
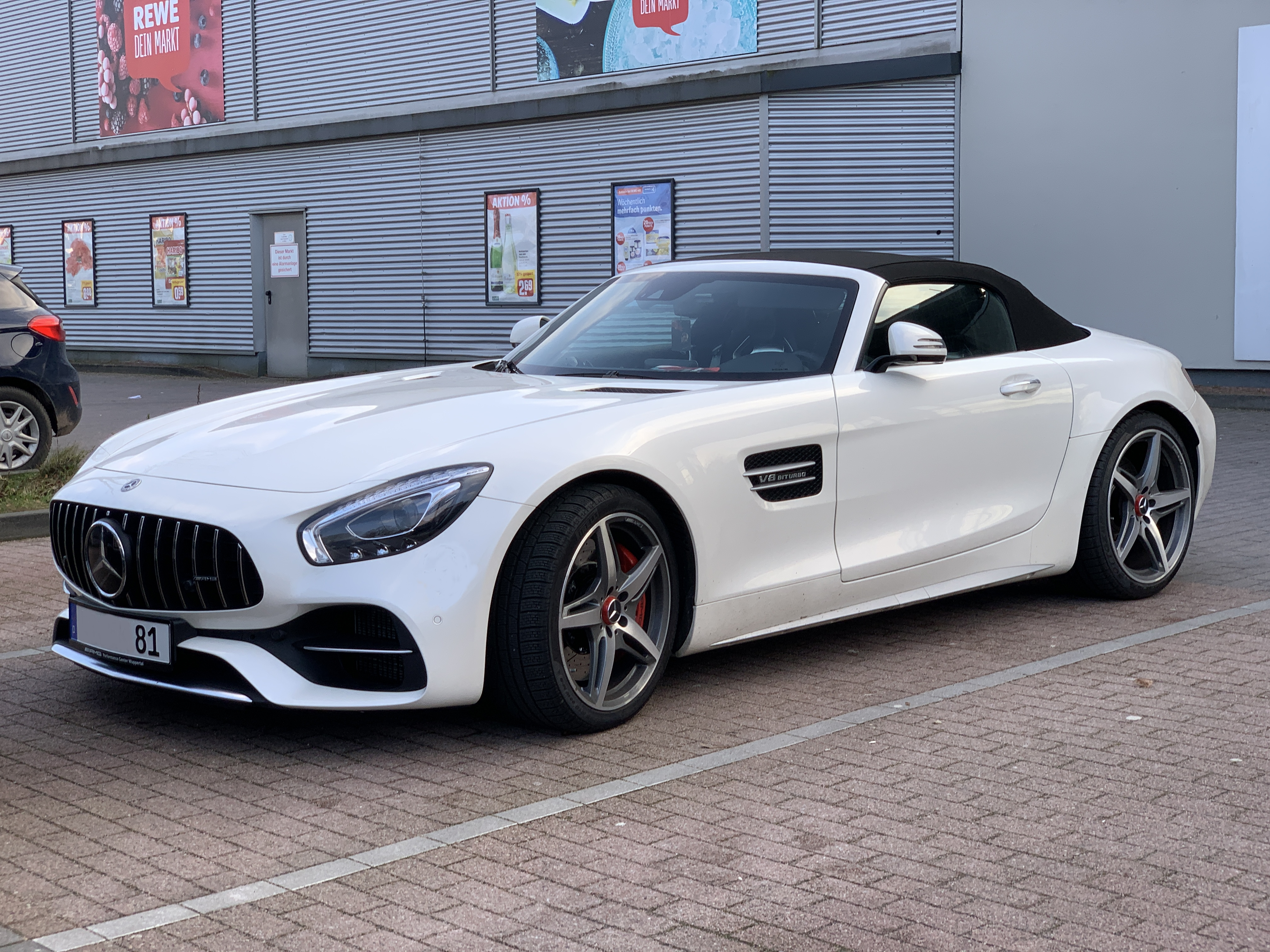
Mercedes-AMG GT Roadster (geschlossenes Dach)
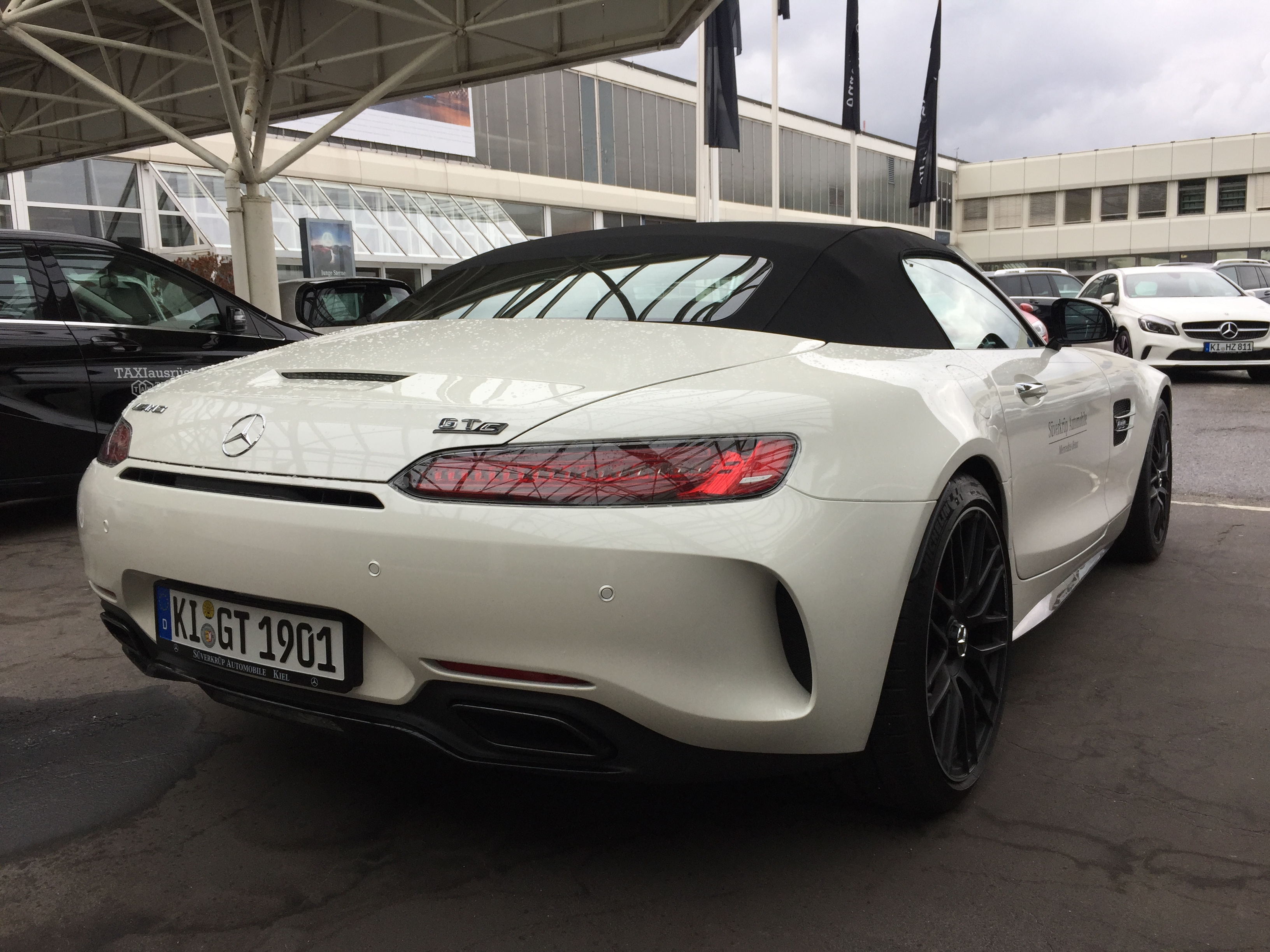
Mercedes-AMG GT C Roadster, Heckansicht
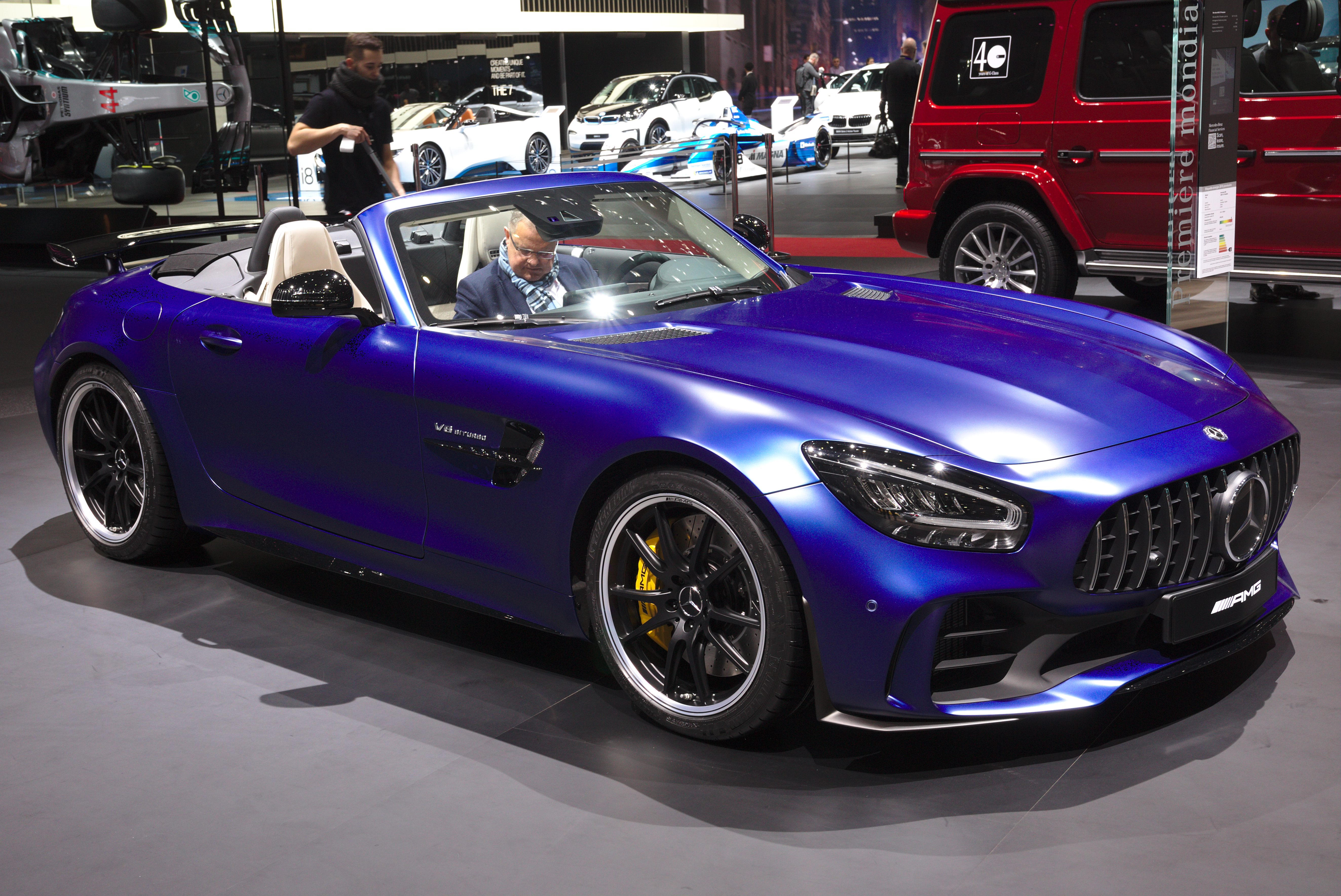
Mercedes-AMG GT R Roadster
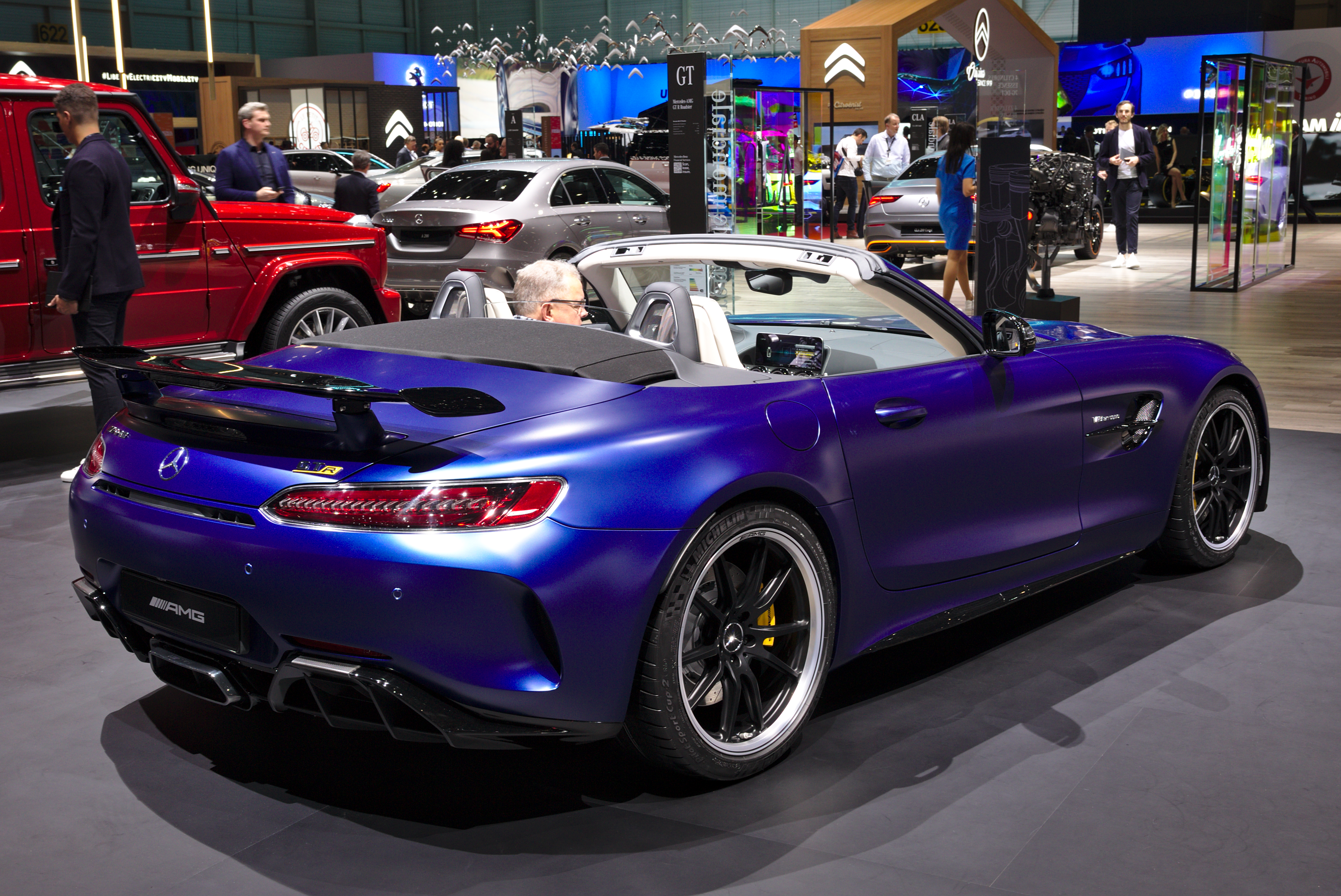
Mercedes-AMG GT R Roadster, Heckansicht
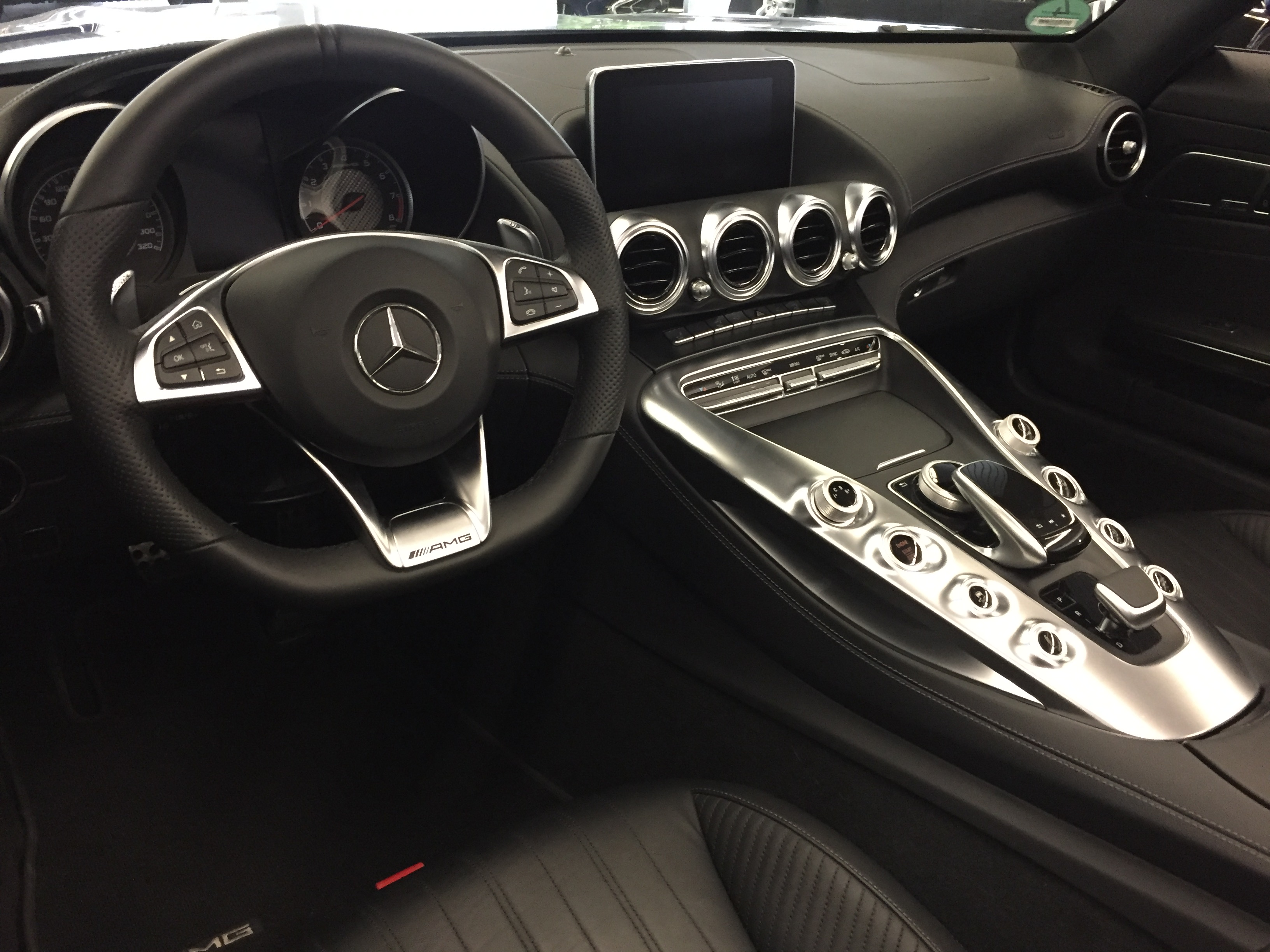
Mercedes-AMG GT C, Cockpit
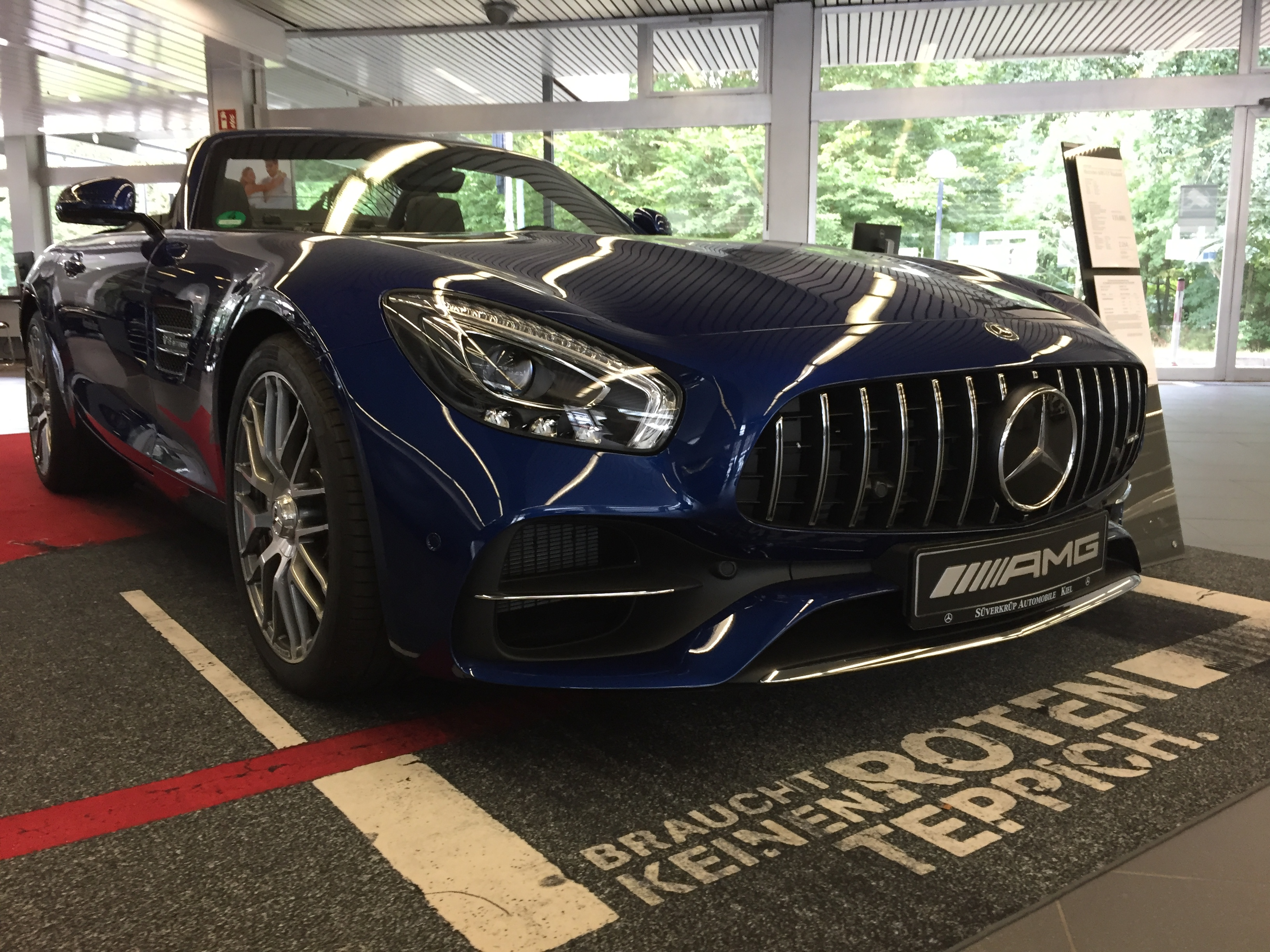
Panamericana-Kühlergrill

## Motor und Getriebe
Der Motor mit der Bezeichnung M 178 ist ein hinter der Vorderachse als Frontmittelmotor eingebauter V8-Motor mit 4 Liter Hubraum; er wiegt 209 Kilogramm. Die Motorhöchstleistung des ersten AMG GT beträgt 340 kW (462 PS) bei einer Drehzahl von 6000 Umdrehungen pro Minute. Der Motor entwickelt ein maximales Drehmoment von 600 Newtonmetern. Im GT S leistet der Motor 375 kW (510 PS) bei einem maximalen Drehmoment von 650 Nm und im auf dem Goodwood Festival of Speed im Juni 2016 präsentierten GT R 430 kW (585 PS) bzw. 700 Nm.
Im Roadster kommt ebenfalls der M178-Motor zum Einsatz. Neben dem GT debütierte noch eine neue GT C-Version mit 410 kW (557 PS) bzw. 680 Nm, die später auch als Mercedes-AMG GT C Edition 50 im Coupé angeboten wurde. Ab Mai 2018 war auch im Roadster die GT S-Version mit 384 kW und 650 Nm erhältlich.
Das Siebengang-Doppelkupplungsgetriebe kommt wie schon beim SLS vom Zulieferer Getrag und ist in Transaxle-Bauweise direkt an der Hinterachse montiert.

## Änderung zum Modelljahr 17/1
Auf der Detroit Motor Show 2017 wurde der überarbeitete AMG GT und AMG GT S sowie der AMG GT C Edition 50 vorgestellt, die geschlossene Variante des GT C Roadster. Anlass für die Edition 50 war das 50-jährige AMG-Jubiläum.
Seitdem erhält die gesamte AMG GT-Produktpalette eine überarbeitete Front, die der des schon zuvor vorgestellten AMG GT C ähnelt, sowie den AMG Panamericana-Kühlergrill, abgeleitet vom AMG GT3-Rennwagen. Darüber hinaus produzieren der AMG GT bzw. der AMG GT S nun 350 kW bzw. 384 kW. Auch neu ist das aus dem AMG GT R stammende und nun für alle AMG GT-Modelle verfügbare Luftregelsystem AIRPANEL. Ferner werden die Modelle GT C und GT R serienmäßig mit einer Allradlenkung ausgestattet, das Modell GT S erhielt diese als optionale Ausstattungsvariante.

## Technische Daten
| Modell                                      | Modell              | AMG GT                                                    | AMG GT                                                    | AMG GT                                                    | AMG GT S                                                  | AMG GT S                                                  | AMG GT C                                                  | AMG GT R                                                  | AMG GT Black Series                                       |
| ------------------------------------------- | ------------------- | --------------------------------------------------------- | --------------------------------------------------------- | --------------------------------------------------------- | --------------------------------------------------------- | --------------------------------------------------------- | --------------------------------------------------------- | --------------------------------------------------------- | --------------------------------------------------------- |
| Bauzeitraum                                 | Bauzeitraum         | 03/2015–03/2017                                           | 03/2017–07/2020                                           | 07/2020–12/2021                                           | 03/2015–03/2017                                           | 03/2017–07/2020                                           | 03/2017–12/2021                                           | 03/2017–12/2021                                           | 07/2020–12/2021                                           |
| Motorbezeichnung*                           | Motorbezeichnung*   | M 178 DE 40 AL                                            | M 178 DE 40 AL                                            | M 178 DE 40 AL                                            | M 178 DE 40 AL                                            | M 178 DE 40 AL                                            | M 178 DE 40 AL                                            | M 178 DE 40 AL                                            | M 178 LS2                                                 |
| Motorbauart                                 | Motorbauart         | vorn längs eingebauter Biturbo-V8-Ottomotor               | vorn längs eingebauter Biturbo-V8-Ottomotor               | vorn längs eingebauter Biturbo-V8-Ottomotor               | vorn längs eingebauter Biturbo-V8-Ottomotor               | vorn längs eingebauter Biturbo-V8-Ottomotor               | vorn längs eingebauter Biturbo-V8-Ottomotor               | vorn längs eingebauter Biturbo-V8-Ottomotor               | vorn längs eingebauter Biturbo-V8-Ottomotor               |
| Hubraum                                     | Hubraum             | 3982 cm3                                                  | 3982 cm3                                                  | 3982 cm3                                                  | 3982 cm3                                                  | 3982 cm3                                                  | 3982 cm3                                                  | 3982 cm3                                                  | 3982 cm3                                                  |
| Bohrung × Hub                               | Bohrung × Hub       | 83,0 × 92,0 mm                                            | 83,0 × 92,0 mm                                            | 83,0 × 92,0 mm                                            | 83,0 × 92,0 mm                                            | 83,0 × 92,0 mm                                            | 83,0 × 92,0 mm                                            | 83,0 × 92,0 mm                                            | 83,0 × 92,0 mm                                            |
| Gemischaufbereitung                         | Gemischaufbereitung | Direkteinspritzung                                        | Direkteinspritzung                                        | Direkteinspritzung                                        | Direkteinspritzung                                        | Direkteinspritzung                                        | Direkteinspritzung                                        | Direkteinspritzung                                        | Direkteinspritzung                                        |
| Ventilsteuerung                             | Ventilsteuerung     | vier Ventile pro Zylinder, vier obenliegende Nockenwellen | vier Ventile pro Zylinder, vier obenliegende Nockenwellen | vier Ventile pro Zylinder, vier obenliegende Nockenwellen | vier Ventile pro Zylinder, vier obenliegende Nockenwellen | vier Ventile pro Zylinder, vier obenliegende Nockenwellen | vier Ventile pro Zylinder, vier obenliegende Nockenwellen | vier Ventile pro Zylinder, vier obenliegende Nockenwellen | vier Ventile pro Zylinder, vier obenliegende Nockenwellen |
| Leistung                                    | Leistung            | 340 kW (462 PS) bei 6000/min                              | 350 kW (476 PS) bei 6000/min                              | 390 kW (530 PS) bei 5500–6750/min                         | 375 kW (510 PS) bei 6250/min                              | 384 kW (522 PS) bei 6250/min                              | 410 kW (557 PS) bei 5750–6750/min                         | 430 kW (585 PS) bei 6250/min                              | 537 kW (730 PS) bei 6700–6900/min                         |
| max. Drehmoment                             | max. Drehmoment     | 600 Nm bei 1600–5000/min                                  | 630 Nm bei 1700–5000/min                                  | 670 Nm bei 2100–5250/min                                  | 650 Nm bei 1750–4750/min                                  | 670 Nm bei 1800–5000/min                                  | 680 Nm bei 1900–5750/min                                  | 700 Nm bei 1900–5500/min                                  | 800 Nm bei 2000–6000/min                                  |
| Antrieb                                     | Antrieb             | Hinterradantrieb                                          | Hinterradantrieb                                          | Hinterradantrieb                                          | Hinterradantrieb                                          | Hinterradantrieb                                          | Hinterradantrieb                                          | Hinterradantrieb                                          | Hinterradantrieb                                          |
| Lenkung                                     | Lenkung             | Vorderradlenkung                                          | Vorderradlenkung                                          | Vorderradlenkung                                          | Vorderradlenkung                                          | Vorderradlenkung, Allradlenkung (optional)                | Allradlenkung                                             | Allradlenkung                                             | Vorderradlenkung                                          |
| Getriebe                                    | Getriebe            | AMG SPEEDSHIFT 7‑Gang Doppelkupplungsgetriebe             | AMG SPEEDSHIFT 7‑Gang Doppelkupplungsgetriebe             | AMG SPEEDSHIFT 7‑Gang Doppelkupplungsgetriebe             | AMG SPEEDSHIFT 7‑Gang Doppelkupplungsgetriebe             | AMG SPEEDSHIFT 7‑Gang Doppelkupplungsgetriebe             | AMG SPEEDSHIFT 7‑Gang Doppelkupplungsgetriebe             | AMG SPEEDSHIFT 7‑Gang Doppelkupplungsgetriebe             | AMG SPEEDSHIFT 7‑Gang Doppelkupplungsgetriebe             |
| Höchstgeschwindigkeit                       | Coupe               | 304 km/h                                                  | 304 km/h                                                  | 312 km/h                                                  | 310 km/h                                                  | 310 km/h                                                  | 317 km/h                                                  | 318 km/h                                                  | 325 km/h                                                  |
| Höchstgeschwindigkeit                       | Roadster            | –                                                         | 302 km/h                                                  | 310 km/h                                                  | –                                                         | 308 km/h                                                  | 316 km/h                                                  | 317 km/h                                                  | –                                                         |
| Beschleunigung 0–100 km/h                   | Coupe               | 4,0 s                                                     | 4,0 s                                                     | 3,8 s                                                     | 3,8 s                                                     | 3,8 s                                                     | 3,7 s                                                     | 3,6 s                                                     | 3,2 s                                                     |
| Beschleunigung 0–100 km/h                   | Roadster            | –                                                         | 4,0 s                                                     | 3,8 s                                                     | –                                                         | 3,8 s                                                     | 3,7 s                                                     | 3,6 s                                                     | –                                                         |
| Kraftstoffverbrauch auf 100 km (kombiniert) | Coupe               | 9,3 l Super Plus                                          | 11,4 l Super Plus                                         | 13,0 l Super Plus                                         | 9,4 l Super Plus                                          | 11,5 l Super Plus                                         | 12,4 l Super Plus                                         | 12,4 l Super Plus                                         | 12,8 l Super Plus                                         |
| Kraftstoffverbrauch auf 100 km (kombiniert) | Roadster            | –                                                         | 11,4 l Super Plus                                         | 12,9 l Super Plus                                         | –                                                         | 11,5 l Super Plus                                         | 12,5 l Super Plus                                         | 12,5 l Super Plus                                         | –                                                         |
| CO2-Emission (kombiniert)                   | Coupe               | 216 g/km                                                  | 261 g/km                                                  | 297 g/km                                                  | 219 g/km                                                  | 262 g/km                                                  | 284 g/km                                                  | 284 g/km                                                  | 292 g/km                                                  |
| CO2-Emission (kombiniert)                   | Roadster            | –                                                         | 261 g/km                                                  | 296 g/km                                                  | –                                                         | 262 g/km                                                  | 284 g/km                                                  | 284 g/km                                                  | –                                                         |
| Tankvolumen                                 | Tankvolumen         | 65 l                                                      | 65 l                                                      | 65 l                                                      | 65 l                                                      | 65 l                                                      | 65 l                                                      | 65 l                                                      | 65 l                                                      |

 * Die Motorbezeichnung ist wie folgt verschlüsselt: M = Motor (Otto), Baureihe = 3 stellig, DE = Direkteinspritzung, Hubraum = Deziliter (gerundet), A = Abgasturbolader, L = Ladeluftkühlung

## Trivia
Der Entwickler von Riesenrädern Ronald Bussink baute fünf AMG GT R Roadster zum Speedlegend um. Bei dieser Variante wurden das Verdeck sowie Teile der Scheiben entfernt und stattdessen ein Halo-System eingebaut. Die Fahrzeuge sollen so ein Gewicht von rund 100 kg einsparen. Zudem wurde die Leistung auf 625 kW (850 PS) erhöht. Beim Umbau wurde Bussink von der HWA AG unterstützt. Vorgestellt wurde der Speedlegend im Rahmen des Großen Preises von Monaco 2021.

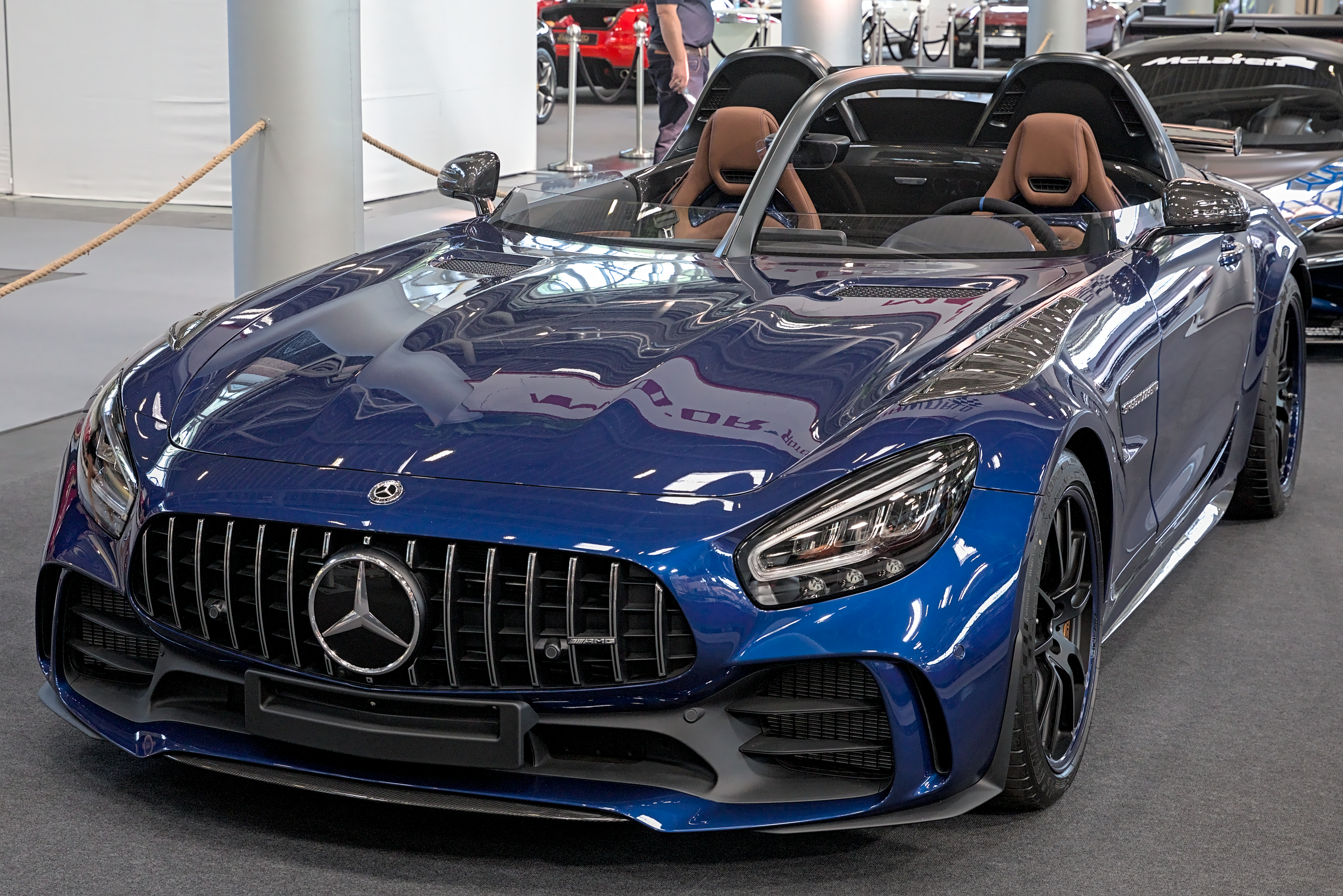
Mercedes-AMG GT R Speedlegend auf der IAA 2021
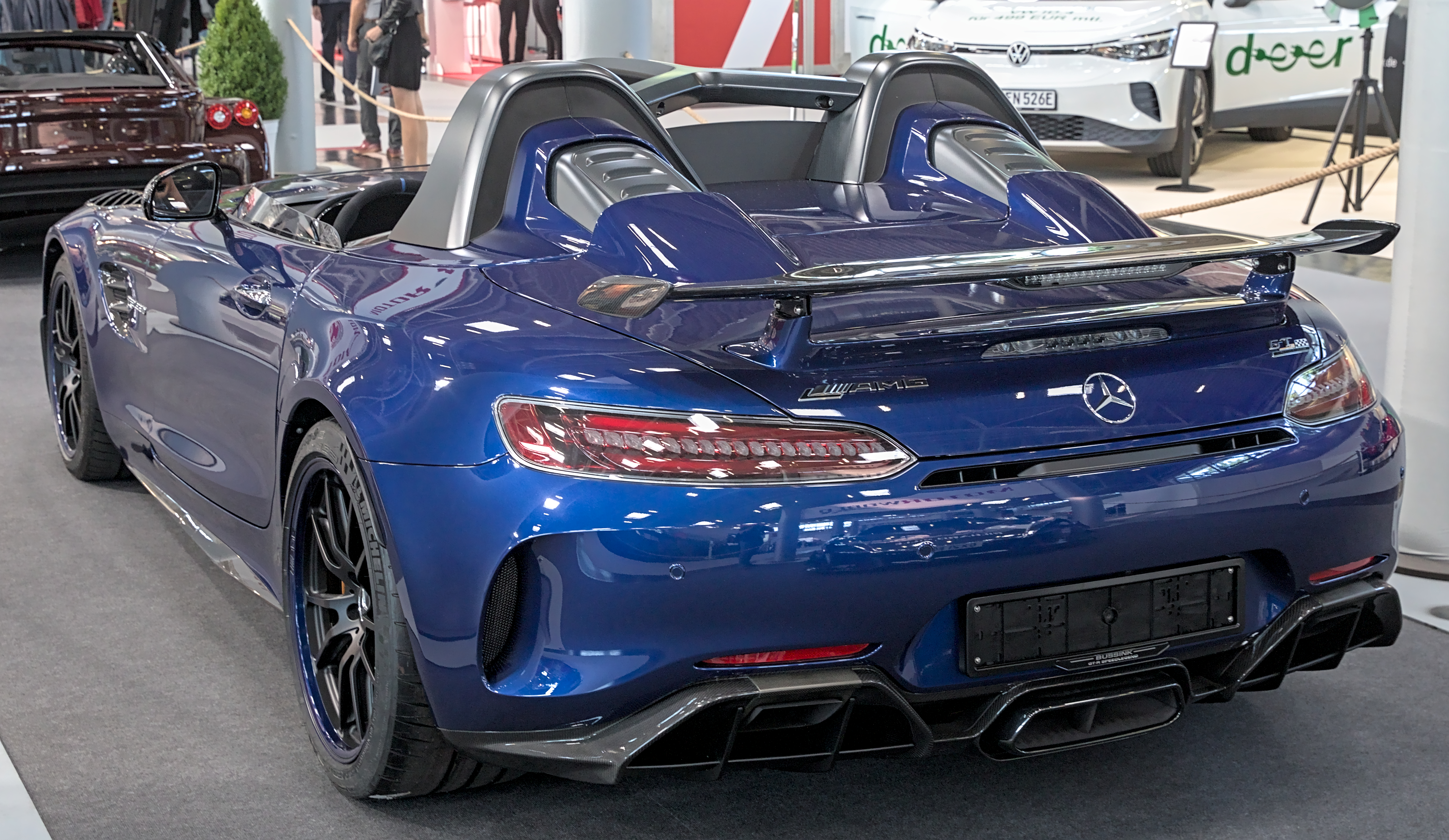
Heckansicht